# Gmina Kamiennik
Die Gmina Kamiennik ist eine Landgemeinde im Powiat Nyski, in der Woiwodschaft Oppeln im südwestlichen Teil Polens. Gemeindesitz ist das Dorf Kamiennik (deutsch: Kamnig).

## Geografie
Das Gemeindegebiet erstreckt sich nordwestlich der Kreisstadt Nysa (Neisse) und grenzt im Westen an die Woiwodschaft Niederschlesien.

## Gliederung
Die Landgemeinde (gmina wiejska) Kamiennik umfasst 13 Dörfer mit Schulzenämtern (solectwa) (deutsche Namen amtlich bis 1945): 
| - Białowieża (Pillwösche, 1936–1945 Weißach) - Chociebórz (Koschpendorf) - Cieszanowice (Tscheschdorf, 1936–1945 Lärchenhain) - Goworowice (Gauers, 1936–1945 Gauwald) - Kamiennik (Kamnig, 1936–1945 Steinhaus) - Karłowice Małe (Klein Carlowitz) - Karłowice Wielkie (Groß Carlowitz) | - Kłodobok (Klodebach) - Lipniki (Lindenau) - Ogonów (Ogen, 1936–1945 Feldheim O.S.) - Szklary (Gläsendorf) - Wilemowice (Schützendorf) - Zurzyce (Zauritz) |

## Politik

### Gemeindevorsteher
An der Spitze der Gemeindeverwaltung steht der Gemeindevorsteher. Dies ist Kazimierz Cebrat, der für das Wahlkomitee „Forum Selbstverwaltung 2002“ antritt. Die turnusmäßige Wahl im April 2024 führte zu folgendem Ergebnis:
- Kazimierz Cebrat (Wahlkomitee „Forum Selbstverwaltung 2002“) 37,6 % der Stimmen
- Andrzej Torbus (Wahlkomitee „Positiv – Klub für soziale Initiativen“) 29,1 % der Stimmen
- Beata Stefanowicz-Ciecieląg (Wahlkomitee für eine bessere Gemeinde) 17,9 % der Stimmen
- Remigiusz Morawski (Wahlkomitee „Gemeinsam für die Gemeinde Kamienik“) 8,4 % der Stimmen
- Natalia Oleksy-Czak (Wahlkomitee „Liga für den Powiat Nyski“) 7,1 % der Stimmen

In der damit notwendigen Stichwahl wurde Amtsinhaber Cebrat mit 53,2 % gegen Torbus wiedergewählt.
Die turnusmäßige Wahl im Oktober 2018 führte zu folgendem Ergebnis:
- Kazimierz Cebrat (Wahlkomitee „Forum Selbstverwaltung 2002“) 62,9 % der Stimmen
- Krzysztof Tkacz (Wahlkomitee „Powiat des Volkes – Kordian Kolbiarz“) 19,3 % der Stimmen
- Lidia Helmin-Małek (Wahlkomitee für die Gemeinde Kamienik) 17,8 % der Stimmen

Damit wurde Cebrat bereits im ersten Wahlgang wiedergewählt.

### Gemeinderat
Der Gemeinderat besteht aus 15 Mitgliedern und wird von der Bevölkerung in Einpersonenwahlkreisen gewählt. Die Gemeinderatswahl 2024 führte zu folgendem Ergebnis:
- Wahlkomitee „Forum Selbstverwaltung 2002“ 29,4 % der Stimmen, 4 Sitze
- Wahlkomitee für eine bessere Gemeinde 27,3 % der Stimmen, 5 Sitze
- Wahlkomitee „Positiv – Klub für soziale Initiativen“ 17,4 % der Stimmen, 4 Sitze
- Wahlkomitee „Gemeinsam für die Gemeinde Kamienik“ 12,3 % der Stimmen, 1 Sitz
- Wahlkomitee „Liga für den Powiat Nyski“ 11,4 % der Stimmen, 1 Sitz
- Übrige 2,0 % der Stimmen, kein Sitz

Die Gemeinderatswahl 2018 führte zu folgendem Ergebnis:
- Wahlkomitee „Forum Selbstverwaltung 2002“ 40,6 % der Stimmen, 7 Sitze
- Wahlkomitee „Powiat des Volkes – Kordian Kolbiarz“ 25,0 % der Stimmen, 5 Sitze
- Wahlkomitee für die Gemeinde Kamienik 18,5 % der Stimmen, 2 Sitze
- Polskie Stronnictwo Ludowe (PSL) 10,4 % der Stimmen, 1 Sitz
- Prawo i Sprawiedliwość (PiS) 5,5 % der Stimmen, kein Sitz